# Station Stade
Station Stade (Bahnhof Stade) is een spoorwegstation in de Duitse plaats Stade, in de deelstaat Nedersaksen. Het station ligt aan de spoorlijn Lehrte - Cuxhaven.

## Geschiedenis
Toen op 1 april 1881 de Niederelbbahn vanaf Harburg geopend werd, was Stade een half jaar lang het eindpunt van de spoorlijn. Daarna werd ook het tweede deel naar Cuxhaven geopend. De elektrificering vanaf Hamburg volgde in 1968 en eindigt bij station Stade.

## Sporenplan
Het station Stade ligt in oost-west-richting. De sporen van het reizigersstation waren vroeger omvangrijker dan nu, zo waren er vier perronsporen. Spoor 5 is een zijperron in zuidelijke richting voor de treinen naar Bremervörde. Tegenwoordig zijn er alleen nog wat resten van een perron overgebleven. Spoor 3 werd tijdens de modernisering tot een kopspoor omgebouwd, hier maken de S-Bahntreinen kop voor de terugreis naar Hamburg. De opstelsporen, die in 2007 gebouwd werden, bevinden zich direct bij spoor 3 gekoppeld aan de sporen richting Buxtehude. De opstelsporen zijn alleen van spoor 3 te bereiken. Tussen spoor 2 en 3 ligt een eilandperron. Spoor 1 ligt aan het stationsgebouw. In de richting van Buxtehude, zijn er noordelijk van de spoorlijn inhaal- en opstelsporen. Vroeger waren er ook nog opstelsporen ten westen van het station, deze werden al enkele jaren niet meer gebruikt en in 2007 weggenomen. Hier werden elektrische locomotieven en treinen opgesteld. Ongeveer een kilometer richting Cuxhaven zijn er nog overloopwissels, iets verder houdt de bovenleiding op. Voor het goederenverkeer zijn er opstelsporen ten oosten van het stationsgebouw, ook een laad- en kopperron zijn bij de sporen aangesloten. Een groot deel van het voormalig goederenstation is in 2015 zonder sporen.

## Verbindingen
Sinds de nieuwe dienstregeling van 2007 rijden er treinen van metronom met diesellocomotieven Baureihe 246 en dubbeldeksrijtuigen van Hamburg naar Cuxhaven. Hiermee losten zij de toenmalige Regional-Expresstreinen af, die uit N-rijtuigen bestonden met een locomotief van Baureihe 218. Tot december 2007 reden er Regionalbahntreinen Hamburg-Stade. Deze treinen bestonden uit N-rijtuigen getrokken door elektrische locomotieven Baureihe 143. Vanaf 2007 is het een S-Bahnlijn van Hamburg (S3, vanaf 2023 S5), die gereden wordt met elektrische treinen van het type Baureihe 474.3.
| Serie | Treinsoort               | Route | Bijzonderheden |
| ----- | ------------------------ | --- | -------------- |
| RE 5  | Regional-Express (Start) | Hamburg Hbf – Hamburg-Harburg – Buxtehude – Stade – Otterndorf – Cuxhaven                                      |                |
|       | S-Bahn (DB Regio)        | Elbgaustraße – Eidelstedt – Dammtor – Hauptbahnhof – Harburg – Harburg Rathaus – Neugraben – Buxtehude – Stade |                |

In de zomer rijden er treinen vanaf Bremen Hbf via Osterhols-Scharmbeck en Bremervörde naar Stade.
Direct naast spoor 1 ligt het busstation. Vanaf hier vertrekken lokale en regionale bussen.

## Trivia
- Door een groot stationsfeest in 1993 in Stade kwam er een tiendelige ICE 1, voor het toenmalige spoor 3 was de trein te lang.
- Tijdens een schoolproject reed er enkele dagen in het jaar 1994 twee treinstellen van de Tram/S-Bahn Karsruhe, om het Karlsruher Modell in Stade voor te stellen. Daarvoor werden extra ritten naar Horneburg en terug aangeboden. Het project kreeg geen vervolg.

## Weblinks
Alle websites zijn in het Duits.
- Foto's en informatie over Station Stade
- Foto's van het huidige station Stade
- Foto's van het oude station Stade
- Sporenplan van Stade